# Diamaré
Diamaré is een departement in Kameroen, gelegen in de regio Extrême-Nord. De hoofdstad van het departement heet Maroua. De totale oppervlakte bedraagt 4 665 km². Er wonen 642 227 mensen in Diamaré.

## Districten
Diamaré is onderverdeeld in acht districten:
- Bogo
- Dargala
- Gawaza
- Maroua (stad)
- Maroua (platteland)
- Meri
- Ndoukoula
- Petté